# Den franske löjtnantens kvinna
Den franske löjtnantens kvinna (originaltitel: The French Lieutenant's Woman) är en brittisk romantisk dramafilm från 1981 i regi av Karel Reisz, med manus av Harold Pinter efter en roman från 1969 av John Fowles.

## Handling
Handlingen utspelar sig i slutet av 1800-talet. Biologen Charles skall snart gifta sig med Ernestina, men när han träffar Sarah förälskar han sig blixtsnabbt. Hon är förskjuten från övriga samhället och sörjer minnet av en fransk löjtnant hon en gång älskade. I filmen klipps det också till scener inspelade i "nutid" om två skådespelare, Anna och Mike, som har huvudrollerna i en film om Charles och Sarah.

## Rollista i urval
- Meryl Streep – Sarah/Anna
- Jeremy Irons – Charles/Mike
- Hilton McRae – Sam
- Emily Morgan – Mary
- Charlotte Mitchell – Mrs Tranter
- Lynsey Baxter – Ernestina
- Jean Faulds – Cook
- Peter Vaughan – Mr. Freeman